# Coppa del Mondo di slittino 2020
La Coppa del Mondo di slittino 2019/2020 è stata la quarantatreesima edizione del massimo circuito mondiale dello slittino, manifestazione organizzata annualmente dalla FIL; è iniziata il 23 novembre 2019 a Innsbruck, in Austria, e si è conclusa il 1º marzo 2020 a Schönau am Königssee, in Germania. Sono state disputate quarantadue gare: nove nel singolo donne, nel singolo uomini e nel doppio, tre per tipo nelle prove sprint e sei nelle gare a squadre in nove differenti località.
Nel corso della stagione si tennero anche i campionati mondiali di Soči, in Russia, competizione non valida ai fini della Coppa del Mondo, mentre le tappe di Whistler e Lillehammer erano valide rispettivamente anche come campionati pacifico-americani e campionati europei.
Le coppe di cristallo, trofei conferiti ai vincitori del circuito, furono conquistate nel singolo femminile dalla tedesca Julia Taubitz, al suo primo trionfo dopo il secondo posto raggiunto nel 2018/19, mentre nel singolo maschile si impose il russo Roman Repilov, al suo secondo successo dopo quello ottenuto nella stagione 2016/17; la coppia teutonica formata da Toni Eggert e Sascha Benecken si aggiudicò la vittoria nel doppio per la quarta volta consecutiva, portandosi a quota cinque trofei conquistati nella disciplina biposto; la nazionale di slittino dell'Italia e quella della Russia primeggiarono invece nella classifica della gara a squadre, terminando la stagione con il medesimo punteggio. Gli stessi Taubitz e Repilov conquistarono anche le Coppe della specialità sprint rispettivamente nella prova del singolo femminile e maschile, mentre nel doppio sprint la vittoria andò alla coppia lettone formata dai fratelli Andris e Juris Šics.
Il 14 dicembre 2019, durante la terza tappa di Whistler, nella gara del doppio vi fu la prima partecipazione in assoluto di una coppia tutta al femminile ad aver mai preso parte a una gara di Coppa del Mondo nella disciplina biposto: le atlete canadesi Caitlin Nash e Natalie Corless, ambedue sedicenni, conclusero entrambe le manche classificandosi al ventiduesimo posto e vincendo inoltre la medaglia di bronzo nel campionato pacifico-americano.

## Calendario
| Località             | Pista                           | Data                         | Singolo  | Singolo  | Doppio   | Gare sprint | Gare sprint | Gare sprint | Gara a squadre |
| Località             | Pista                           | Data                         | Donne    | Uomini   | Doppio   | Singolo d.  | Singolo u.  | Doppio      | Gara a squadre |
| -------------------- | ------------------------------- | ---------------------------- | -------- | -------- | -------- | ----------- | ----------- | ----------- | -------------- |
| Innsbruck            | Olympia Eiskanal Igls           | 23–24 novembre 2019          | ●        | ●        | ●        |             |             |             | ●              |
| Lake Placid          | Pista del Monte Van Hoevenberg  | 30 novembre–1º dicembre 2019 | ●        | ●        | ●        | ●           | ●           | ●           |                |
| Whistler             | Whistler Sliding Centre         | 13-14 dicembre 2019          | ●        | ●        | ●        | ●           | ●           | ●           |                |
| Altenberg            | ENSO Eiskanal Altenberg         | 11-12 gennaio 2020           | ●        | ●        | ●        |             |             |             | ●              |
| Lillehammer          | Pista Olimpica di Lillehammer   | 18-19 gennaio 2020           | ●        | ●        | ●        |             |             |             | ●              |
| Sigulda              | Pista di Sigulda                | 25–26 gennaio 2020           | ●        | ●        | ●        | ●           | ●           | ●           |                |
| Oberhof              | Pista di Oberhof                | 1º–2 febbraio 2020           | ●        | ●        | ●        |             |             |             | ●              |
| Soči                 | Sliding Center Sanki            | 15–16 febbraio 2020          | Mondiali | Mondiali | Mondiali | Mondiali    | Mondiali    | Mondiali    | Mondiali       |
| Winterberg           | Veltins-Eisarena Winterberg     | 22–23 febbraio 2020          | ●        | ●        | ●        |             |             |             | ●              |
| Schönau am Königssee | LOTTO Bayern Eisarena Königssee | 29 febbraio-1º marzo 2020    | ●        | ●        | ●        |             |             |             | ●              |
| Totale               | Totale                          | Totale                       | 9        | 9        | 9        | 3           | 3           | 3           | 6              |

|  | Le tappe di Whistler e Lillehammer hanno assegnato rispettivamente anche il titolo pacifico-americano e quello europeo 2020. |

## Risultati

### Singolo donne

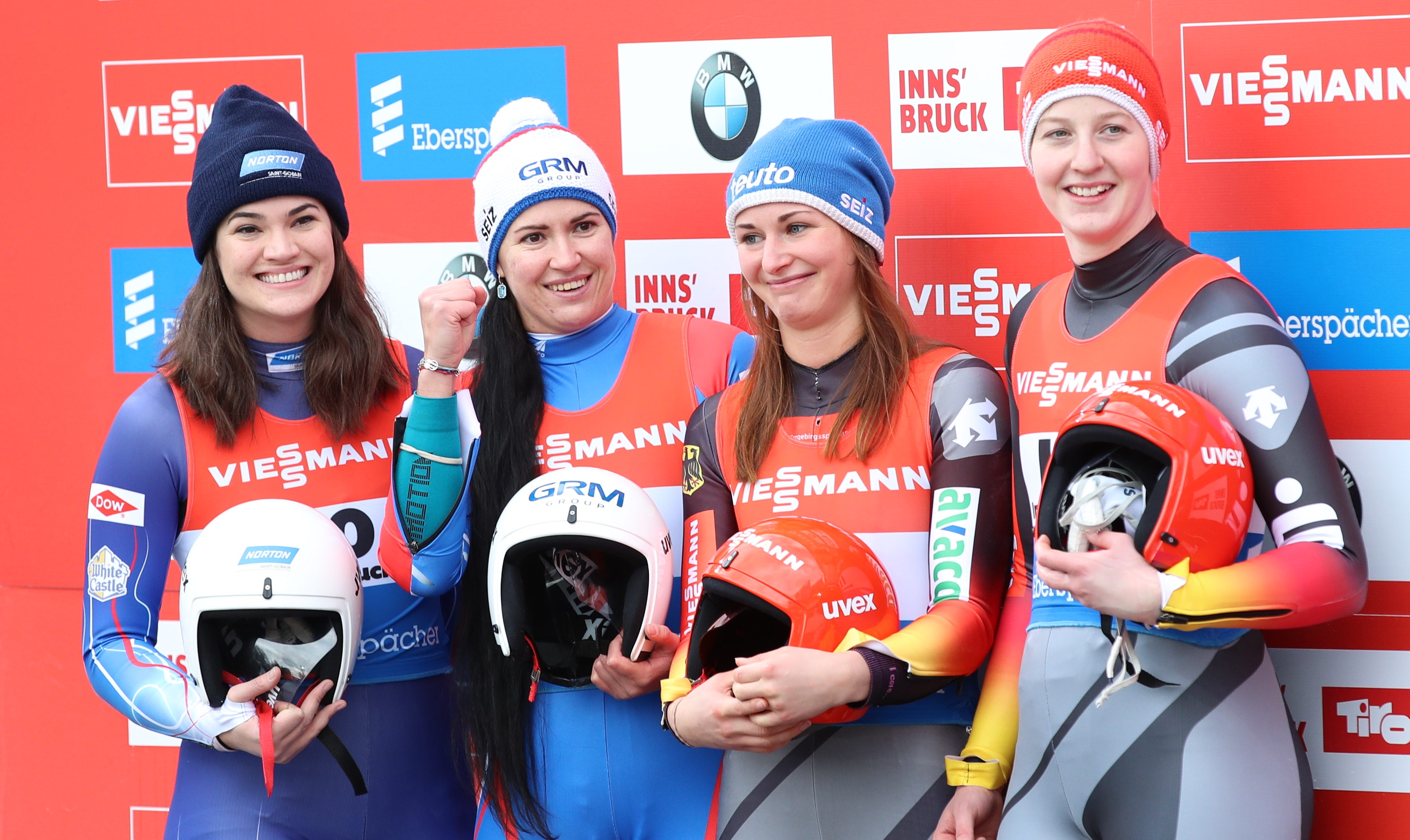
Il podio della gara inaugurale di Innsbruck: da sinistra la seconda classificata Summer Britcher, la vincitrice Tat'jana Ivanova, Julia Taubitz e Jessica Tiebel, terze a pari merito

| Data             | Località             | Nazione     | Tipo   | Prima                   | Seconda                     | Terza                                            |
| ---------------- | -------------------- | ----------- | ------ | ----------------------- | --------------------------- | ------------------------------------------------ |
| 23 novembre 2019 | Innsbruck            | Austria     |        | Tat'jana Ivanova Russia | Summer Britcher Stati Uniti | Jessica Tiebel Germania e Julia Taubitz Germania |
| 30 novembre 2019 | Lake Placid          | Stati Uniti |        | Julia Taubitz Germania  | Emily Sweeney Stati Uniti   | Viktorija Demčenko Russia                        |
| 1º dicembre 2019 | Lake Placid          | Stati Uniti | Sprint | Julia Taubitz Germania  | Summer Britcher Stati Uniti | Emily Sweeney Stati Uniti                        |
| 13 dicembre 2019 | Whistler             | Canada      |        | Tat'jana Ivanova Russia | Anna Berreiter Germania     | Viktorija Demčenko Russia                        |
| 14 dicembre 2019 | Whistler             | Canada      | Sprint | Tat'jana Ivanova Russia | Emily Sweeney Stati Uniti   | Cheyenne Rosenthal Germania                      |
| 12 gennaio 2020  | Altenberg            | Germania    |        | Julia Taubitz Germania  | Tat'jana Ivanova Russia     | Andrea Vötter Italia                             |
| 18 gennaio 2020  | Lillehammer          | Norvegia    |        | Tat'jana Ivanova Russia | Summer Britcher Stati Uniti | Julia Taubitz Germania                           |
| 25 gennaio 2020  | Sigulda              | Lettonia    |        | Julia Taubitz Germania  | Tat'jana Ivanova Russia     | Elīza Cauce Lettonia                             |
| 26 gennaio 2020  | Sigulda              | Lettonia    | Sprint | Julia Taubitz Germania  | Viktorija Demčenko Russia   | Tat'jana Ivanova Russia                          |
| 2 febbraio 2020  | Oberhof              | Germania    |        | Anna Berreiter Germania | Tat'jana Ivanova Russia     | Summer Britcher Stati Uniti                      |
| 22 febbraio 2020 | Winterberg           | Germania    |        | Elīza Cauce Lettonia    | Tat'jana Ivanova Russia     | Julia Taubitz Germania                           |
| 29 febbraio 2020 | Schönau am Königssee | Germania    |        | Anna Berreiter Germania | Julia Taubitz Germania      | Viktorija Demčenko Russia                        |

### Singolo uomini

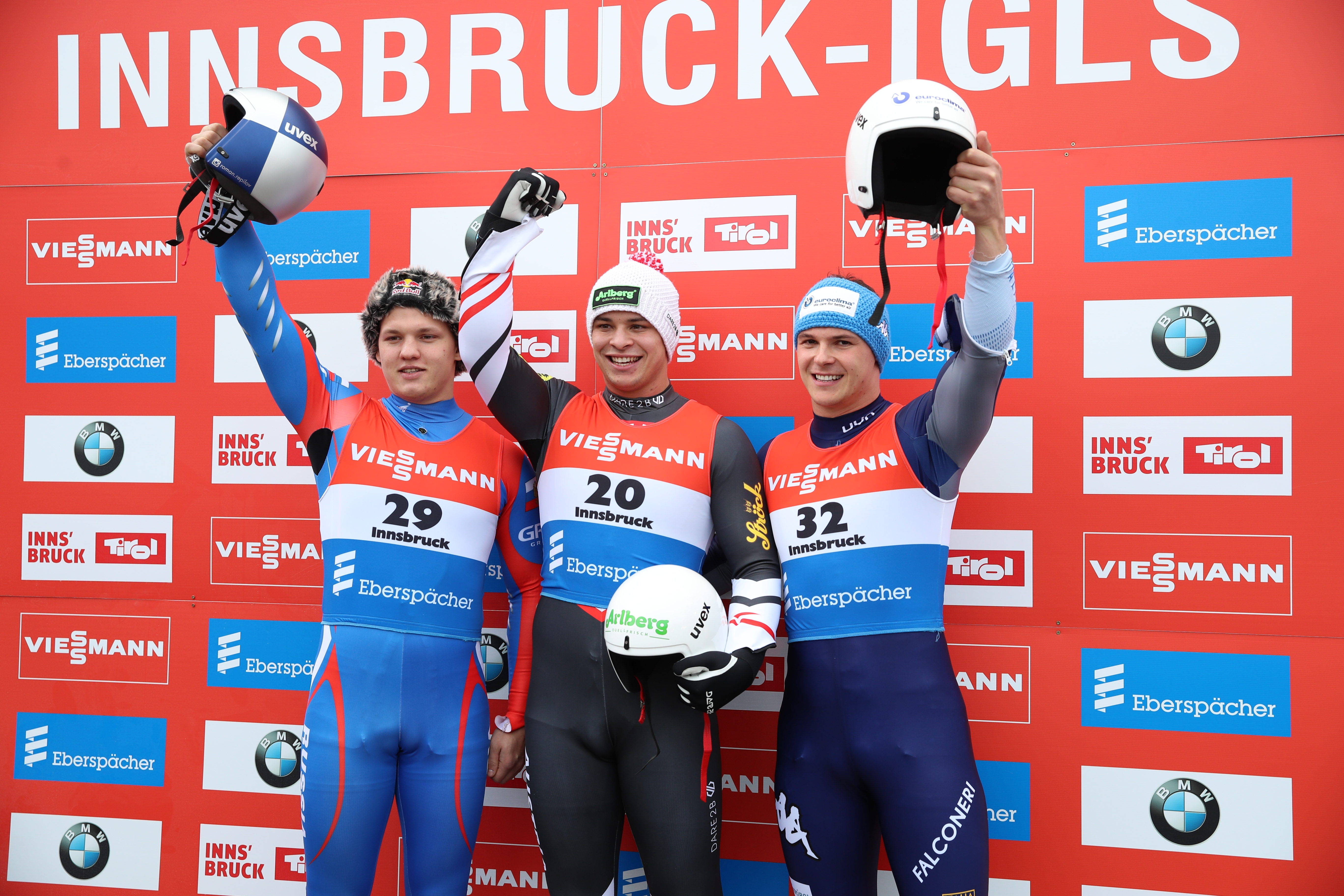
Il podio della gara inaugurale di Innsbruck: il vincitore Jonas Müller (al centro) con il secondo classificato Roman Repilov (a sinistra) e Dominik Fischnaller, terzo

| Data             | Località             | Nazione     | Tipo   | Primo                      | Secondo                    | Terzo                      |
| ---------------- | -------------------- | ----------- | ------ | -------------------------- | -------------------------- | -------------------------- |
| 24 novembre 2019 | Innsbruck            | Austria     |        | Jonas Müller Austria       | Roman Repilov Russia       | Dominik Fischnaller Italia |
| 1º dicembre 2019 | Lake Placid          | Stati Uniti |        | Jonas Müller Austria       | Tucker West Stati Uniti    | Dominik Fischnaller Italia |
| 1º dicembre 2019 | Lake Placid          | Stati Uniti | Sprint | Roman Repilov Russia       | Tucker West Stati Uniti    | Jonas Müller Austria       |
| 13 dicembre 2019 | Whistler             | Canada      |        | Roman Repilov Russia       | Felix Loch Germania        | Dominik Fischnaller Italia |
| 14 dicembre 2019 | Whistler             | Canada      | Sprint | Reinhard Egger Austria     | Roman Repilov Russia       | Jonas Müller Austria       |
| 11 gennaio 2020  | Altenberg            | Germania    |        | David Gleirscher Austria   | Dominik Fischnaller Italia | Felix Loch Germania        |
| 19 gennaio 2020  | Lillehammer          | Norvegia    |        | Dominik Fischnaller Italia | Semën Pavličenko Russia    | Roman Repilov Russia       |
| 26 gennaio 2020  | Sigulda              | Lettonia    |        | Johannes Ludwig Germania   | Roman Repilov Russia       | David Gleirscher Austria   |
| 26 gennaio 2020  | Sigulda              | Lettonia    | Sprint | Semën Pavličenko Russia    | Dominik Fischnaller Italia | David Gleirscher Austria   |
| 1º febbraio 2020 | Oberhof              | Germania    |        | Johannes Ludwig Germania   | Semën Pavličenko Russia    | Inārs Kivlenieks Lettonia  |
| 22 febbraio 2020 | Winterberg           | Germania    |        | Johannes Ludwig Germania   | Kristers Aparjods Lettonia | Sebastian Bley Germania    |
| 1º marzo 2020    | Schönau am Königssee | Germania    |        | Semën Pavličenko Russia    | Jonas Müller Austria       | Roman Repilov Russia       |

### Doppio

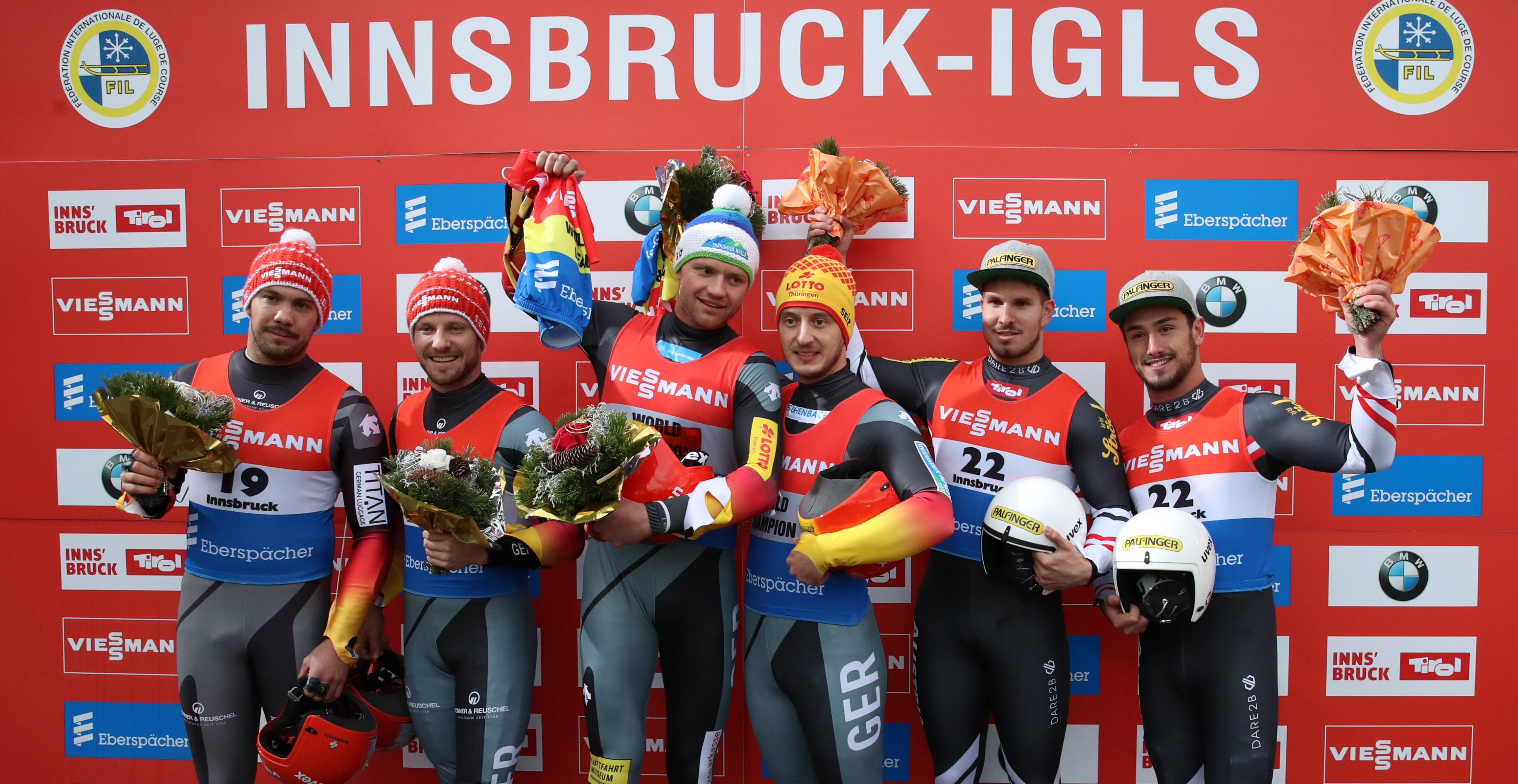
Il podio della gara inaugurale di Innsbruck: da sinistra i secondi classificati Tobias Wendl e Tobias Arlt, i vincitori Toni Eggert e Sascha Benecken e i terzi classificati Thomas Steu e Lorenz Koller

| Data             | Località             | Nazione     | Tipo   | Primi classificati                           | Secondi classificati                                                       | Terzi classificati                            |
| ---------------- | -------------------- | ----------- | ------ | -------------------------------------------- | -------------------------------------------------------------------------- | --------------------------------------------- |
| 23 novembre 2019 | Innsbruck            | Austria     |        | Toni Eggert Sascha Benecken Germania         | Tobias Wendl Tobias Arlt Germania                                          | Thomas Steu Lorenz Koller Austria             |
| 30 novembre 2019 | Lake Placid          | Stati Uniti |        | Tobias Wendl Tobias Arlt Germania            | Toni Eggert Sascha Benecken Germania                                       | Thomas Steu Lorenz Koller Austria             |
| 1º dicembre 2019 | Lake Placid          | Stati Uniti | Sprint | Andris Šics Juris Šics Lettonia              | Toni Eggert Sascha Benecken Germania                                       | Tobias Wendl Tobias Arlt Germania             |
| 14 dicembre 2019 | Whistler             | Canada      |        | Toni Eggert Sascha Benecken Germania         | Tobias Wendl Tobias Arlt Germania                                          | Vsevolod Kaškin Konstantin Koršunov Russia    |
| 14 dicembre 2019 | Whistler             | Canada      | Sprint | Toni Eggert Sascha Benecken Germania         | Tobias Wendl Tobias Arlt Germania                                          | Vsevolod Kaškin Konstantin Koršunov Russia    |
| 11 gennaio 2020  | Altenberg            | Germania    |        | Thomas Steu Lorenz Koller Austria            | Toni Eggert Sascha Benecken Germania                                       | Aleksandr Denis'ev Vladislav Antonov Russia   |
| 18 gennaio 2020  | Lillehammer          | Norvegia    |        | Aleksandr Denis'ev Vladislav Antonov Russia  | Thomas Steu Lorenz Koller Austria                                          | Vladislav Južakov Jurij Prochorov Russia      |
| 25 gennaio 2020  | Sigulda              | Lettonia    |        | Andris Šics Juris Šics Lettonia              | Tobias Wendl Tobias Arlt Germania                                          | Toni Eggert Sascha Benecken Germania          |
| 26 gennaio 2020  | Sigulda              | Lettonia    | Sprint | Kristens Putins Imants Marcinkēvičs Lettonia | Andris Šics Juris Šics Lettonia e Emanuel Rieder Simon Kainzwaldner Italia | non assegnato                                 |
| 1º febbraio 2020 | Oberhof              | Germania    |        | Tobias Wendl Tobias Arlt Germania            | Andris Šics Juris Šics Lettonia                                            | Robin Geueke David Gamm Germania              |
| 23 febbraio 2020 | Winterberg           | Germania    |        | Aleksandr Denis'ev Vladislav Antonov Russia  | Oskars Gudramovičs Pēteris Kalniņš Lettonia                                | Wojciech Chmielewski Jakub Kowalewski Polonia |
| 29 febbraio 2020 | Schönau am Königssee | Germania    |        | Toni Eggert Sascha Benecken Germania         | Tobias Wendl Tobias Arlt Germania                                          | Andris Šics Juris Šics Lettonia               |

### Gara a squadre

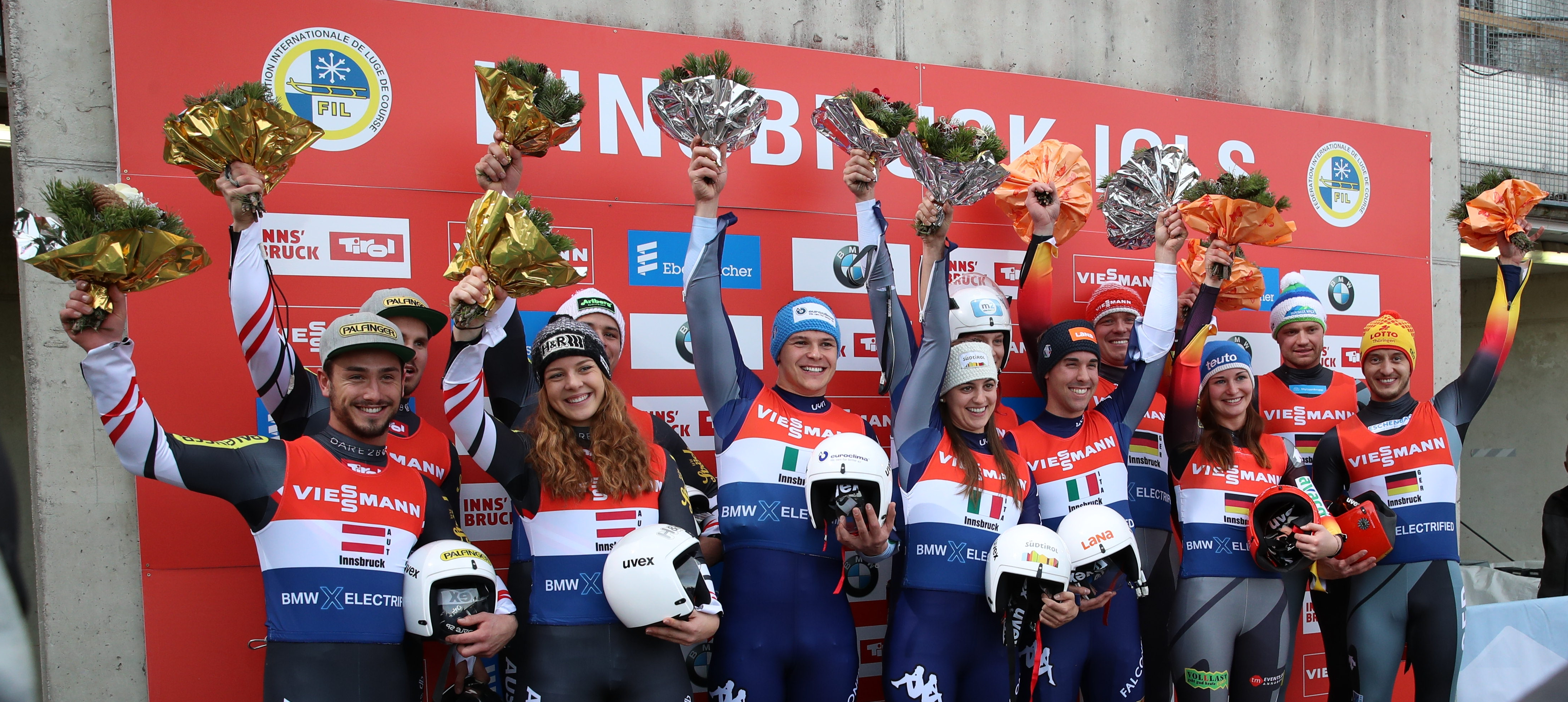
Il podio della gara inaugurale di Innsbruck: da sinistra la squadra austriaca, seconda classificata, la nazionale italiana, vincitrice della gara, e quella tedesca, terza classificata

| Data             | Località             | Nazione  | Prima classificata                                                              | Seconda classificata                                                             | Terza classificata                                                             |
| ---------------- | -------------------- | -------- | ------------------------------------------------------------------------------- | -------------------------------------------------------------------------------- | ------------------------------------------------------------------------------ |
| 24 novembre 2019 | Innsbruck            | Austria  | Italia Andrea Vötter Dominik Fischnaller Ivan Nagler / Fabian Malleier          | Austria Lisa Schulte Jonas Müller Thomas Steu / Lorenz Koller                    | Germania Julia Taubitz Felix Loch Toni Eggert / Sascha Benecken                |
| 12 gennaio 2020  | Altenberg            | Germania | Russia Tat'jana Ivanova Semën Pavličenko Aleksandr Denis'ev / Vladislav Antonov | Germania Julia Taubitz Felix Loch Toni Eggert / Sascha Benecken                  | Italia Andrea Vötter Dominik Fischnaller Emanuel Rieder / Simon Kainzwaldner   |
| 19 gennaio 2020  | Lillehammer          | Norvegia | Austria Madeleine Egle David Gleirscher Thomas Steu / Lorenz Koller             | Italia Andrea Vötter Dominik Fischnaller Ivan Nagler / Fabian Malleier           | Lettonia Ulla Zirne Kristers Aparjods Andris Šics / Juris Šics                 |
| 2 febbraio 2020  | Oberhof              | Germania | Germania Anna Berreiter Johannes Ludwig Tobias Wendl / Tobias Arlt              | Stati Uniti Summer Britcher Tucker West Chris Mazdzer / Jayson Terdiman          | Lettonia Kendija Aparjode Inārs Kivlenieks Andris Šics / Juris Šics            |
| 23 febbraio 2020 | Winterberg           | Germania | Russia Tat'jana Ivanova Semën Pavličenko Aleksandr Denis'ev / Vladislav Antonov | Italia Sandra Robatscher Dominik Fischnaller Emanuel Rieder / Simon Kainzwaldner | Lettonia Elīza Cauce Kristers Aparjods Oskars Gudramovičs / Pēteris Kalniņš    |
| 1º marzo 2020    | Schönau am Königssee | Germania | Germania Anna Berreiter Felix Loch Toni Eggert / Sascha Benecken                | Stati Uniti Summer Britcher Tucker West Chris Mazdzer / Jayson Terdiman          | Russia Viktorija Demčenko Semën Pavličenko Vladislav Južakov / Jurij Prochorov |

## Classifiche
Il sistema di punteggio è rimasto invariato rispetto alla precedente stagione:
| Piazzamento | 1   | 2  | 3  | 4  | 5  | 6  | 7  | 8  | 9  | 10 | 11 | 12 | 13 | 14 | 15 | 16 | 17 | 18 | 19 | 20 | 21 | 22 | 23 | 24 | 25 | 26 | 27 | 28 | 29 | 30 | 31 | 32 | 33 | 34 | 35 | 36 | 37 | 38 | 39 | 40+ |
| Punti       | 100 | 85 | 70 | 60 | 55 | 50 | 46 | 42 | 39 | 36 | 34 | 32 | 30 | 28 | 26 | 25 | 24 | 23 | 22 | 21 | 20 | 19 | 18 | 17 | 16 | 15 | 14 | 13 | 12 | 11 | 10 | 9  | 8  | 7  | 6  | 5  | 4  | 3  | 2  | 1   |

### Singolo donne
| Pos. | Nome                | Nazione     | INN | LAK | LAK (S) | WHI | WHI (S) | ALT | LIL | SIG | SIG (S) | OBE | WIN | KÖN | Punti |
| ---- | ------------------- | ----------- | --- | --- | ------- | --- | ------- | --- | --- | --- | ------- | --- | --- | --- | ----- |
| 1    | Julia Taubitz       | Germania    | 3   | 1   | 1       | 4   | 6       | 1   | 3   | 1   | 1       | 4   | 3   | 2   | 965   |
| 2    | Tat'jana Ivanova    | Russia      | 1   | 8   | 5       | 1   | 1       | 2   | 1   | 2   | 3       | 2   | 2   | 6   | 957   |
| 3    | Viktorija Demčenko  | Russia      | 12  | 3   | 6       | 3   | 4       | 6   | 4   | 4   | 2       | 5   | 4   | 3   | 722   |
| 4    | Anna Berreiter      | Germania    | 7   | 15  | 11      | 2   | 5       | 10  | 13  | 10  | 11      | 1   | 5   | 1   | 637   |
| 5    | Summer Britcher     | Stati Uniti | 2   | 4   | 2       | 28  | -       | 8   | 2   | 18  | -       | 3   | -   | 4   | 523   |
| 6    | Ekaterina Katnikova | Russia      | 5   | 5   | 8       | 8   | 9       | 4   | 7   | 6   | 8       | 7   | 13  | 29  | 519   |
| 7    | Andrea Vötter       | Italia      | 10  | 7   | DNF     | 6   | 6       | 3   | 5   | 7   | 15      | 19  | 9   | 7   | 486   |
| 8    | Kendija Aparjode    | Lettonia    | 27  | 12  | 10      | 11  | 10      | 5   | 11  | 11  | 4       | 6   | 7   | 15  | 457   |
| 9    | Elīza Cauce         | Lettonia    | 23  | 18  | -       | 9   | 12      | 9   | 12  | 3   | 13      | 11  | 1   | 9   | 456   |
| 10   | Cheyenne Rosenthal  | Germania    | 9   | 17  | -       | 10  | 3       | 11  | 23  | 8   | 5       | 10  | -   | 8   | 396   |

### Singolo uomini
| Pos. | Nome                | Nazione  | INN | LAK | LAK (S) | WHI | WHI (S) | ALT | LIL | SIG | SIG (S) | OBE | WIN | KÖN | Punti |
| ---- | ------------------- | -------- | --- | --- | ------- | --- | ------- | --- | --- | --- | ------- | --- | --- | --- | ----- |
| 1    | Roman Repilov       | Russia   | 2   | 4   | 1       | 1   | 2       | 10  | 3   | 2   | 12      | 8   | -   | 3   | 765   |
| 2    | Dominik Fischnaller | Italia   | 3   | 3   | 5       | 3   | DSQ     | 2   | 1   | 4   | 2       | 9   | 4   | 5   | 749   |
| 3    | Semën Pavličenko    | Russia   | 7   | 5   | 6       | 12  | 7       | 5   | 2   | 5   | 1       | 2   | 12  | 1   | 741   |
| 4    | Johannes Ludwig     | Germania | 15  | 14  | 11      | 4   | 13      | 8   | 8   | 1   | 14      | 1   | 1   | 5   | 645   |
| 5    | Jonas Müller        | Austria  | 1   | 1   | 3       | 10  | 3       | 32  | 11  | 23  | -       | 11  | -   | 2   | 556   |
| 6    | David Gleirscher    | Austria  | 9   | 21  | -       | 5   | 5       | 1   | 4   | 3   | 3       | 7   | -   | 11  | 549   |
| 7    | Felix Loch          | Germania | 6   | 12  | 13      | 2   | 4       | 3   | 15  | 27  | -       | 5   | -   | 4   | 482   |
| 8    | Reinhard Egger      | Austria  | 18  | 11  | 8       | 6   | 1       | 12  | 25  | 12  | 7       | 6   | -   | 9   | 464   |
| 9    | Max Langenhan       | Germania | 12  | 9   | 10      | 11  | 8       | 6   | 12  | 11  | 9       | 12  | 7   | 7   | 462   |
| 10   | Kristers Aparjods   | Lettonia | 31  | 5   | 12      | 7   | 12      | 4   | 10  | 31  | -       | 4   | 2   | 13  | 456   |

### Doppio
| Pos. | Nome                                 | Nazione  | INN | LAK | LAK (S) | WHI | WHI (S) | ALT | LIL | SIG | SIG (S) | OBE | WIN | KÖN | Punti |
| ---- | ------------------------------------ | -------- | --- | --- | ------- | --- | ------- | --- | --- | --- | ------- | --- | --- | --- | ----- |
| 1    | Toni Eggert Sascha Benecken          | Germania | 1   | 2   | 2       | 1   | 1       | 2   | 8   | 3   | 5       | 6   | -   | 1   | 872   |
| 2    | Tobias Wendl Tobias Arlt             | Germania | 2   | 1   | 3       | 2   | 2       | 7   | 7   | 2   | 4       | 1   | -   | 2   | 847   |
| 3    | Andris Šics Juris Šics               | Lettonia | 5   | 6   | 1       | 12  | 6       | 12  | 19  | 1   | 2       | 2   | 9   | 4   | 720   |
| 4    | Aleksandr Denis'ev Vladislav Antonov | Russia   | 10  | 11  | 9       | 8   | 4       | 3   | 1   | 6   | 13      | 9   | 1   | 13  | 630   |
| 5    | Oskars Gudramovičs Pēteris Kalniņš   | Lettonia | 8   | 8   | 6       | 10  | 9       | 8   | 13  | 5   | 15      | 4   | 2   | 10  | 543   |
| 6    | Robin Geueke David Gamm              | Germania | 18  | 4   | 7       | 5   | 7       | 6   | 10  | 4   | 7       | 3   | -   | 6   | 542   |
| 7    | Thomas Steu Lorenz Koller            | Austria  | 3   | 3   | 5       | 4   | 7       | 1   | 2   | -   | -       | -   | -   | -   | 486   |
| 8    | Vladislav Južakov Jurij Prochorov    | Russia   | 4   | 5   | 4       | 7   | 12      | -   | 3   | 8   | 8       | 13  | -   | 9   | 476   |
| 9    | Emanuel Rieder Simon Kainzwaldner    | Italia   | -   | -   | -       | 9   | 5       | 5   | 5   | 13  | 2       | 8   | 6   | 5   | 466   |
| 10   | Vsevolod Kaškin Konstantin Koršunov  | Russia   | 7   | 16  | -       | 3   | 3       | 4   | 11  | 9   | 10      | 20  | 5   | DNF | 456   |

### Gara a squadre
| Pos. | Nazione     | INN | ALT | LIL | OBE | WIN | KÖN | Punti |
| ---- | ----------- | --- | --- | --- | --- | --- | --- | ----- |
| 1    | Italia      | 1   | 3   | 2   | 5   | 2   | 10  | 431   |
| 1    | Russia      | 7   | 1   | 5   | 4   | 1   | 3   | 431   |
| 3    | Germania    | 3   | 2   | 4   | 1   | -   | 1   | 415   |
| 4    | Lettonia    | 5   | 5   | 3   | 3   | 3   | 4   | 380   |
| 5    | Austria     | 2   | 4   | 1   | 7   | -   | -   | 291   |
| 6    | Slovacchia  | 9   | 8   | 6   | 10  | 5   | 5   | 277   |
| 7    | Stati Uniti | 6   | 6   | -   | 2   | -   | 2   | 270   |
| 8    | Ucraina     | 10  | 12  | 8   | 9   | 6   | 6   | 249   |
| 9    | Polonia     | 8   | -   | 7   | 6   | 4   | 9   | 237   |
| 10   | Canada      | 4   | 7   | -   | 8   | -   |     | 148   |
| 10   | Rep. Ceca   | 12  | 11  | 10  | -   | -   | 7   | 148   |

### Sprint singolo donne
| Pos. | Nome                | Nazione     | LAK    | WHI    | SIG    | Totale   | Distacco |
| ---- | ------------------- | ----------- | ------ | ------ | ------ | -------- | -------- |
| 1    | Julia Taubitz       | Germania    | 37"187 | 27"945 | 31"334 | 1'36"466 | -        |
| 2    | Tat'jana Ivanova    | Russia      | 37"499 | 27"839 | 31"458 | 1'36"796 | +0"330   |
| 3    | Viktorija Demčenko  | Russia      | 37"540 | 27"907 | 31"403 | 1'36"850 | +0"384   |
| 4    | Emily Sweeney       | Stati Uniti | 37"369 | 27"883 | 31"665 | 1'36"917 | +0"451   |
| 5    | Ekaterina Katnikova | Russia      | 37"559 | 27"952 | 31"505 | 1'37"016 | +0"550   |

### Sprint singolo uomini
| Pos. | Nome             | Nazione  | LAK    | WHI    | SIG    | Totale   | Distacco |
| ---- | ---------------- | -------- | ------ | ------ | ------ | -------- | -------- |
| 1    | Roman Repilov    | Russia   | 32"158 | 36"456 | 29"404 | 1'38"018 | -        |
| 2    | Semën Pavličenko | Russia   | 32"433 | 36"575 | 29"082 | 1'38"090 | +0"072   |
| 3    | Reinhard Egger   | Austria  | 32"456 | 36"449 | 29"344 | 1'38"249 | +0"231   |
| 4    | Max Langenhan    | Germania | 32"523 | 36"582 | 29"367 | 1'38"482 | +0"454   |
| 5    | Wolfgang Kindl   | Austria  | 32"831 | 36"593 | 29"187 | 1'38"611 | +0"593   |

### Sprint doppio
| Pos. | Nome                              | Nazione  | LAK    | WHI    | SIG    | Totale   | Distacco |
| ---- | --------------------------------- | -------- | ------ | ------ | ------ | -------- | -------- |
| 1    | Andris Šics Juris Šics            | Lettonia | 37"218 | 27"836 | 31"720 | 1'36"774 | -        |
| 2    | Toni Eggert Sascha Benecken       | Germania | 37"226 | 27"759 | 31"803 | 1'36"788 | +0"014   |
| 3    | Tobias Wendl Tobias Arlt          | Germania | 37"255 | 27"762 | 31"772 | 1'36"789 | +0"015   |
| 4    | Vladislav Južakov Jurij Prochorov | Russia   | 37"338 | 27"836 | 31"920 | 1'37"175 | +0"401   |
| 5    | Robin Geueke David Gamm           | Germania | 37"552 | 27"854 | 31"912 | 1'37"318 | +0"544   |